# Buøya
Buøya er en ø og et rekreativt område ved Eydehavn i Arendal kommune i Agder fylke i Norge. Øen har Tromøysund mod sydøst og Gartafjorden mod vest og nord. Øen er forbundet med bebyggelsen på Eydehavn med en smal bro, vejen hedder Claes Gill vei. 
Helt tilbage til 1600-tallet er der sporet minedrift efter jernmalm i området, og der var miner på Buøya. Malmen blev transporteret bort med skib. Minedriften ophørte i sidste halvdel af 1800-tallet. Buøya var boligområde for funktionærfamilierne som var ansat ved aluminiumsfabrikken på Eydehavn. Det specielle var at dette område helt var forbeholdt virksomhedens funktionærer. Ved broen til Buøya stod et skilt som forbød uvedkommende adgang. I 1800-tallet hørte Buøya til den daværende Holt kommune. 
I dag bruges Buøya til rekreation og fritidsaktiviteter. Der er flere badestrande på øen, og Arendal kommune har forbedret  den inderste med ekstra sand og opsætning af toilet, bænke og borde. Der er lavet stier og broer over til de mindre øer Skarsholmen og Furuholmen som ligger nord for Buøya.
Højeste punkt på øen er 31 meter over havet.

## Billeder
- En af flere strande
- Bro til Buøya
- En af flere standsmæssige boliger på Buøya
- Skilt på Buøya